# Cvirn
Cvirn je priimek v Sloveniji, ki ga je po podatkih Statističnega urada Republike Slovenije na dan 1. januarja 2010 uporabljalo 171 oseb in je med vsemi priimki po pogostosti uporabe uvrščen na 2.583. mesto.

## Znani nosilci priimka
- Adolf in Stanko Cvirn, starojugoslovanska mornariška častnika (proustaška)
- Aljaž Cvirn (*1992), klasični kitarist
- Anja Cvirn (*1985), odbojkarica
- Franjo Cvirn, podpolkovnik, ožji sodelavec generala Maistra
- Janez Cvirn (1960—2013), zgodovinar, univ. profesor
- Mihael Cvirn, "Ljudski muzikant"
- Monika Cvirn, arhitektka, zbiralka in ohranjevalka materialne kulturne dediščine
- Otmar Cvirn, sodnik (v Lenartu)
- Tatjana Cvirn, novinarka